# IC 3217
IC 3217 ist ein Galaxienpaar im Sternbild Coma Berenices am Nordsternhimmel. Es ist schätzungsweise 679 Millionen Lichtjahre von der Milchstraße entfernt.
Das Objekt wurde am 23. März 1903 vom deutschen Astronomen Max Wolf entdeckt.